# Yui Hirasawa
Yui Hirasawa (平沢 唯?, Hirasawa Yui) è una delle protagoniste, componenti del gruppo Ho-kago Tea Time, della serie manga e anime K-On!. Il cognome del personaggio è ispirato a quello del musicista Susumu Hirasawa.

## Il personaggio
Yui è il personaggio principale di K-On!. Yui è membro del club di musica leggera e suona una chitarra elettrica Heritage Cherry Sunburst Gibson Les Paul che lei chiama affettuosamente "Gīta" (ギー太?). Non è una studentessa particolarmente brillante (anche se adeguatamente istruita, è in grado di ottenere ottimi risultati) ed è facile vittima di qualunque tipo di distrazione (soprattutto di cose carine e kawaii). Yui è una ragazza impacciata e goffa, e tende a fantasticare per la maggior parte del tempo. Yui ha capelli castani lunghi sino alle spalle (appena un po' più lunghi di quelli di Ritsu) che lei tiene fermi sulla fronte con due piccoli fermagli gialli, e gli occhi marroni. La sua più grande passione sembra essere il cibo, che consuma in quantità industriali, senza mai prendere peso, cosa che rende terribilmente invidiose Mugi e Mio e Sawako. Ha una sorella minore di nome Ui, che è praticamente l'opposto di Yui. Ui infatti è matura e responsabile, e si prende cura della casa e della sorella maggiore. Nel corso della storia, Yui lavorerà sodo per migliorare la propria abilità nel suonare la chitarra, come viene mostrato negli ultimi capitoli della storia. Durante le esibizioni, Yui suona con una tale energia ed entusiasmo, che normalmente riesce a coinvolgere totalmente il pubblico.
Yui è la principale cantante e chitarrista del gruppo ed è dotata di orecchio assoluto: è infatti in grado di accordare una chitarra perfettamente senza un tuner, cosa che generalmente lascia Azusa impressionata, data la sua maggiore esperienza nell'utilizzo dello strumento. Yui ha un temperamento molto superficiale, benché sembri dimostrare un'incredibile determinazione quando ha chiaro in mente il proprio obiettivo. Sfortunatamente riesce a tenere tale determinazione per un solo argomento per volta, mentre le sue altre abilità tendono a deteriorare velocemente. Per esempio, Yui ad un certo punto della storia è sotto pressione per il rischio di non riuscire a superare gli imminenti test scolastici, quindi riesce a recuperare velocemente ottimi voti, lasciando che però il suo talento con la chitarra si deteriori altrettanto velocemente. Ciò nonostante, Yui è fortemente legata al proprio gruppo ed alle proprie compagne, e dedica la maggior parte del proprio tempo libero al club. A scuola, è piuttosto ammirata per il suo talento musicale, benché è ugualmente conosciuta per la facilità con cui dimentica i testi delle canzoni, nel bel mezzo di una esibizione. Inizialmente era Mio la principale cantante del gruppo, dato che Yui non era in grado di cantare e suonare la chitarra contemporaneamente. Yui è anche conosciuta per essere il membro del club che scrive i testi più infantili, spesso con l'aiuto della sorella Ui.

## Accoglienza
Nel marzo 2018 si è tenuto un sondaggio sul sito Goo Ranking riguardante i personaggi maid più amati dai giapponesi e Yui Hirasawa è arrivata al ventesimo posto con 40 voti.